# Tiomesterone
Tiomesterone (INN, JAN) (tên thương hiệu Emdabol, Embadol, Emdabolin, Protabol; tên mã phát triển trước đây StA 307), hoặc thiomesterone (BAN), còn được gọi là 1α, 7α-bis (acetylthio) -17α-methyland -17β-ol-3-one, là một steroid đồng hóa-androgenic (AAS) tổng hợp, hoạt động bằng đường uống và một dẫn xuất 17 -kiềm hóa của testosterone. Nó được mô tả vào năm 1963.